# Fiona Ferro
Fiona Ferro (Libramont, Bélgica, 12 de marzo de 1997) es una tenista francesa de origen belga. 

## Carrera

### Junior
Ferro fue la campeona nacional de Francia en las categorías de 12 a 13 años, de 15 a 16 años y de 17-18 años. Su mejor clasificación en el ranking fue el puesto 27, alcanzado el 3 de junio de 2013.

### 2012-2016
Ferro hizo su debut en el circuito de la ITF en el torneo de $ 25,000 celebrado en enero de 2012 en Grenoble, Francia; solo participó en el evento de individuales. Perdiendo en la primera ronda de clasificación. Después jugó ocho torneos en el circuito del 2012. En el 2013, Ferro participó en once eventos de la ITF, jugando solo en la modalidad de individuales.
Ferro debutó en la WTA en el torneo de Estrasburgo como invitada; perdió en la primera ronda ante la kazaja Yuliya Beygelzimer por 5-7, 1-6. Ferro debutó en los Grand Slam en Roland Garros después de recibir una invitación al cuadro principal en la modalidad individuales, donde perdió en la primera ronda contra la número 16 Sabine Lisicki de Alemania por 1-6, 5-7.

### 2017
Ferro hizo su debut en individuales en el Abierto Mexicano Telcel 2017 después de derrotar a Samantha Crawford y Tatjana Maria en los partidos de clasificación; perdió en la primera ronda del cuadro principal ante la cabeza de serie número 5 Christina McHale por 4-6, 4-6. En abril de 2017, Ferro jugó su segundo y tercer torneo en Bogotá y Estambul, respectivamente, en ambos cayó en la primera ronda ante Johanna Larsson y Sorana Cîrstea.

### 2018
El 11 de febrero, Ferro ganó su primer título ITF en Grenoble. Después del título conseguido, participó en los torneos de Rabat y Estrasburgo donde perdió ante Paula Badosa y Tímea Babos. Ferro recibió una invitación al cuadro principal de Roland Garros, tal como sucedió en 2014, 2015 y 2017. Ganó su primer partido en un torneo WTA y de Grand Slam y también recogió su primera victoria profesional sobre una jugadora clasificada entre los 100 mejores del ranking de la WTA cuando derrotó a Carina Witthöft por 6-4, 6-2 en la primera ronda. Ella perdió con la número 3 Garbiñe Muguruza por 4-6, 3-6 en la segunda ronda.

### 2019
En 2019, Fiona debutaría en el cuadro final del open de Australia. En abril, lograría su mejor ranking hasta la fecha, el número 90 del mundo.

## Títulos WTA (2; 2+0)

### Individual (2)
| Leyenda                    |
| -------------------------- |
| Grand Slam (0)             |
| Juegos Olímpicos (0)       |
| WTA Tour Championships (0) |
| Premier Mandatory (0)      |
| Premier 5 (0)              |
| Premier (0)                |
| International (2)          |

| N.º | Fecha               | Torneo  | Superficie    | Oponente en la final | Resultado     |
| --- | ------------------- | ------- | ------------- | -------------------- | ------------- |
| 1.  | 21 de julio de 2019 | Lausana | Tierra batida | Alizé Cornet         | 6-1, 2-6, 6-1 |
| 2.  | 9 de agosto de 2020 | Palermo | Tierra batida | Anett Kontaveit      | 6-2, 7-5      |

## Títulos WTA 125s

### Individual (0)

#### Finalista (1)
| N.º | Fecha                | Torneo       | Superficie | Oponente      | Resultado |
| --- | -------------------- | ------------ | ---------- | ------------- | --------- |
| 1.  | 19 de agosto de 2023 | Barranquilla | Dura       | Tatjana Maria | 1-6, 2-6  |

## Títulos ITF

### Individual (4)
| Leyenda              |
| -------------------- |
| $100,000 tournaments |
| $80,000 tournaments  |
| $60,000 tournaments  |
| $25,000 tournaments  |
| $15,000 tournaments  |
| $10,000 tournaments  |

| Títulos por superficie |
| ---------------------- |
| Dura (1)               |
| Tierra batida (3)      |
| Hierba (0)             |
| Moqueta (0)            |

| N.º | Fecha                 | Torneo                   | Superficie    | Rival              | Resultado           |
| --- | --------------------- | ------------------------ | ------------- | ------------------ | ------------------- |
| 1.  | 11 de febrero de 2018 | Grenoble, Francia        | Dura (i)      | Eléonora Molinaro  | 6-4, 6-7(5), 7-6(3) |
| 2.  | 17 de junio de 2018   | Padua, Italia            | Tierra batida | Liudmila Samsonova | 7-5, 6-3            |
| 3.  | 24 de junio de 2018   | Montpellier, Francia     | Tierra batida | Catalina Pella     | 6-4, 6-3            |
| 4.  | 22 de julio de 2018   | Olomouc, República Checa | Tierra batida | Karolína Muchová   | 6-4, 6-4            |